# Битка код Доброг поља
Од 1. јануара до 13. септембра 1918. године био је застој на Солунском фронту. Ово време употребљено је за појачање фронта и за припрему одлучне офанзиве. У овом циљу, Командант савезничких снага на Солунском фронту генерал Франше д’Епере, сазвао је 3. јула конференцију, којој је присуствовао Начелник Штаба српске Врховне Команде војвода Живојин Мишић.
Припреме за одлучну офанзиву на целом фронту почињу 6. јула, и трају све до 13. септембра 1918. Основна идеја плана за офанзиву била је да се нападом српских армија у планинском пределу између Сушице и Лешнице изврши пробој непријатељског фронта на ширини од 30 километара, а затим брзом офанзивом прошири фронт пробоја и енергичним напредовањем дође до линије Демир Капија – Кавадарци.
После закључења брестлитовског мира 3. марта 1918, није дошло до очекиваног побољшања ситуације на Источном фронту. Мир који је Немачка наметнула новоустановљеној Совјетској Републици, задржавајући под окупацијом простране територије на истоку Европе, био је принудни мир који се сваког тренутка могао претворити у нов оружани сукоб. 3бог тога је немачка Врховна команда, и у тренуцима када је предосећала да се њено преимућство на Западном фронту приближава критичној тачки, морала да задржи на истоку око 600.000 војника, односно 53 дивизије и 13 мешовитих бригада, које су у Француској могле да одлучно утичу на повољан исход рата.
Смањење немачких снага на солунском фронту упркос енергичном противљењу бугарске Врховне команде, приморало је Бугаре да почну да пребацују своје снаге из Добруџе чим је закључено примирје са Румунијом. Крајем 1917. пребачено је са румунског на македонски фронт 18 батаљона, 20 ескадрона и 34 батерије. Тада је Бугарска на јужном фронту имала близу 400.000 војника и Немци око 70.000 војника. После потписивања сепаратног мира са Румунијом, Бугари су наставили пребацивање снага из Добруџе у Македонију и Немци својих из Македоније на западни фронт у Француску, тако да су уочи офанзиве на македонском фронту имали 626.000 војника, од којих су 30.000 били Немци. Непосредно пред почетак савезничке офанзиве, Немачка је пребацила са Крима (којег је добила од Совјетске Русије Брест-литовским миром) у Македонију 3 батаљона и један артиљеријски пук. Ова ојачања упућена су у долину Струме на располагање бугарској 2. армији. После великог смањења немачких ефектива, бугарска армија, према мишљењу начелника штаба бугарске Врховне команде генерала Николе Жекова, упркос општој мобилизацији и максималном ангажовању сопствених снага, није била способна за офанзивна дејства против Антантиних армија на Солунском фронту. Он је, чак, сумњао у њену способност да успешно брани свој јужни фронт у случају Антантине офанзиве.
Данас се у Србији и Републици Српској 15. септембар обележава као Дан српског јединства, слободе и националне заставе.

## Распоред снага пред пробој

### Централне силе
Немачко-бугарске снаге су биле распоређене у четири армије. Обалу Егејског мора и доњи ток Струме до Сереса бранила је бугарска 4. армија (две и по дивизије, командант генерал Стефан Тошев); долину реке Струме од Сереза до Демир Хисара и планину Белеш — бугарска 2. армија (3 дивизије без 1 бригаде, командант генерал Луков). Део фронта од Дојранског језера до Дзене (планина Кожуф) бугарска 1. армија (две и по дивизије, командант генерал Нерезов), која је штитила долину Вардара. Од Дзене на запад до Гора-топ у Албанији — немачка 11. армија (7 дивизија, командант генерал Штојбен), која је затварала Битољску равницу и област језера до Албаније на западу. Ову последњу армију такође су сачињавале бугарске јединице, сем штабова 61. и 62. корпуса, 302. дивизије, затим три пешадијска батаљона и разне специјализоване јединице састављене од немачког људства.
У Албанији се налазио самостални аустријски 19. корпус, који је са три и по дивизије држао фронт од Гора топ до мора (командант генерал Пфланцер-Балтин). Бугарска 1. и немачка 11. армија образовале су Групу армија Шолца са седиштем у Скопљу, која је у оперативном смислу била потчињена бугарској Врховној команди. Тако је, и поред извлачења немачких снага из Македоније, врховно командовање код непријатеља остало двојно. Бугарској Врховној команди су биле непосредно потчињене 2. и 4. армија, а 1. и 11. посредно — преко генерала фон Шолца. На челу бугарске Врховне команде био је генерал Георги Тодоров, који је заменио тешко оболелог генерала Жекова. 3бог оваквог двојног командовања бугарском војском долазило је до трвења, које се штетно одражавало на ток операција.
Укупне непријатељске снаге на фронту од 450 километара биле су 14 и по пешадијских и 1 коњичка дивизија, свега око 626.000 људи, од којих око 30.000 Немаца, 1.600 топова и 80 авиона. Њихов распоред био је скоро линијски, без иједне комплетне оперативне јединице у резерви. Оперативне резерве су стваране извлачењем појединих пукова, батерија и батаљона из дивизија прве линије. Према немачким подацима, извлачење целих дивизија у резерву није било могуће због специфичног начина снабдевања бугарске војске, чије су се трупне јединице снабдевале из сопствених позадинских рејона. На тај начин, створене су недовољно компактне резерве распоређене по групама (укупно 36 батаљона и 24 батерије). Тако је у резерви Врховне команде било 9 батаљона и 9 батерија, распоређених у долини Вардара, позади фронта 1. армије; у резерви Групе армија генерала Шолца било је 7 батаљона и 3 батерије у рејону између Градског и Велеса, немачка 11. армија имала је 10 батаљона и 5 батерија југоисточно од Прилепа, бугарска 1. армија располагала је са 9 батаљона и 7 батерија позади свог фронта, а 2. армија је, такође, имала неколико својих батаљона и батерија позади свог фронта, као и неколико немачких батаљона који су уочи офанзиве стигли са Крима. 
Комуникације бугарске 1. и немачке 11. армије су се, такорећи, потпуно стицале на 70 километара позади фронта у јединствен склоп, везујући се на вардарску железничку пругу узводно од ушћа Црне реке. У Градском се железничка пруга уског колосека од 0,60 метара повезивала са пругом Скопље—Ђевђелија, одакле је сама или упоредо са жичаром водила до села Тројака и Прилепа, завршавајући се, лепезасто, у близини фронта између Козјака и Пелистера. Између Велеса и села Степанаца такође је постојала железничка пруга 0,60 метара која се настављала жичаром до Плетвара, на прузи Градско—Прилеп, али је тим путем транспортован незнатан део огромне количине материјала који је ишао преко Градског. Непријатељ је око Градског, важне раскрснице путева између Скопља и Ђевђелије и између Прилепа и Штипа, нагомилао магацине, складишта и радионице. Од Скопља се одвајала пруга узаног колосека која је, преко Тетова и Кичева, водила за Охрид, између Преспанског језера и Шкумбе, опслуживала један део фронта од око 40 километара.
Горски рељеф
С обзиром на тежак планински рељеф земљишта, комуникацијске правце и линијски распоред трупа, бугарске снаге су биле лишене могућности за јаче маневре по унутрашњим операцијским правцима ради парирања продора савезника на било којем од сектора фронта. У том погледу посебно је била осетљива ситуација у долини Вардара, где су биле нагомилане највеће снаге. После губитака планинских положаја источно од Црне реке и брзим продирањем савезничких снага у правцу Скопља, главнина бугарских снага била би неизбежно пресечена на двоје, јер би биле одбачене делом према Штипу, делом према Тетову и тако раздвојене у две групације које би, због конфигурације терена, остале без икакве међусобне везе све до Скопља. Стога је требало прилагодити систем одбране како би омогућио чврсту повезаност виших штабова са трупом и организовање положаја по систему утврђених појасева. Међутим, бугарски штабови дивизија и бригада били су доста удаљени од јединица. Они су издавали многа веома опширна наређења, упутства и шеме и достављали их трупама ради утврђивања и организовања положаја, али многа од тих упутства нису извршавана, јер виши штабови нису спроводили контролу, сматрајући да би тиме показали неповерење према потчињеним и мешали се у њихову надлежност.
Лоши односи између Бугара и Немаца
Однос између немачких и бугарских официра постајао је све нетрпељивији како се рат продужавао. Немачки официри односили су се према бугарским официрима са потцењивањем. Сем тога, они су и у погледу исхране, смештаја и других повластица били у бољем положају од бугарских официра. Све је то имало одраза и на борбену способност трупа. Ти односи у 1918. години били су толико заоштрени да се дешавало да бугарски команданти дивизија нису хтели да приме немачке официре за везу који су долазили из корпуса или армије. А уколико би немачки официри, и поред тога, остајали у штабовима, команданти дивизија су забрањивали да им се даје храна како би их присилили да напусте штаб. Тешкоће у материјалном снабдевању бугарске војске су се, повећавале са продужавањем рата. Нарочито се осећао недостатак преносних и превозних средстава за формирање комора. Да би се олакшало снабдевање трупа, свака јединица на фронту добијала је позадински рејон на коме је гајила стада оваца и говеда, обрађивала баште са поврћем, сејала и житарице. 3а Те послове требало је одвајати велики број војника са положаја. Јединице које су имале добро уређене рејоне нерадо су се од њих одвајале, јер је одласком на друго место долазила у питање њихова нормална исхрана. 3бог тога се јединице нису смењивале на положајима. То је, такође, стварало тешкоће око образовања резерви од целих оперативних јединица.
Слаба маневарска способност бугарских трупа је због рељефа и устроја снабдевања брзо помогла ка каснијој предаји.
Сазнање Бугара о офанзиви и припрема резерва
На основу очигледних припрема за напад, које су савезници вршили на целом фронту, и на основу поверљивих обавештења примљених из Швајцарске, бугарски и немачки штабови су, почев од 20. августа 1918., дошли до закључка да се врше припреме за општу офанзиву, такође су знали и место планираног пробоја. Једино нису били сигурни где ће бити усмерено продирање после пробоја: да ли у правцу Прилепа или у долину Вардара. На основу тога, наређено је да се предузму мере ради пружања енергичног отпора. Са фронта су повучени добри пукови у циљу стварања тактичких резерви, које су образоване по групама од по неколико батаљона и распоређене у долини реке Струмице, у подручју Хума, на источној обали Црне реке, на окуци Црне реке, на простору северно од Битоља и позади Шкумбе. 3анимљиво је да су између Дојранског језера и Вардара концентрисали масу од 11 батаљона, с намером да се добро заштите долина Вардара и комуникације које су туда водиле. Међутим, у близини српског фронта, на коме је очекиван пробој, резерве нису примицане, због уверења да су њихови положаји на том правцу неосвојиви. Једино је било наређено да се ојачају утврђења на Соколу и повећа општа опрезност.

### Силе Антанте
Савезници су располагали са 28 дивизија (4 британске, 8 француских, 9 грчких, 1 италијанска и 6 српских), које су биле распоређене у 5 армија. Енглеска војска (командант генерал Милн) држала је са три армијска корпуса фронт од Белог мора до западне обале Вардара, и то: грчки 1. корпус (генерал Параскевопулос, 13, 1. и 2. дивизија) долину Струме, од мора до Буткова (Kerkini), енглески 16. корпус (генерал Бригс, британска 28. дивизија и грчка дивизија „Крит"), од Буткова до Дојранског језера; британски 12. корпус (генерал Вилсон, грчка дивизија „Серез" и британска 22. и 27. дивизија од Дојранског језера до Мајадага, на западној обали Вардара. Прва група дивизија (командант генерал д'Анселм) са 16. колонијалном и две грчке дивизије („Архипелаг" и 4. дивизија) држала је подножје планинског масива Порта — Дудица од Мајадага до Бахова. Српска војска је држала фронт од Бахова до Градешнице и то: 2. армија (три српске и две француске дивизије) јужне падине Ветерника, Кравице и Доброг поља и југозападни огранак Сокола; 1. армија (три дивизије) део фронта од Сокола до Градешнице. На простору од Градешнице до Томорице налазила се француска Источна армија под командом генерала Анрија. Она је имала на фронту различите јединице: од Градешнице до горњег тока Маковке — 11. колонијалну и 3. грчку дивизију, од горњег тока Маковке до западног крака Црне реке — италијанску 35. дивизију, од Црне реке до Преспанског језера — 2. групу дивизија (генерал Пате, 156, 76. и 30. дивизија), од Преспанског језера до реке Томорице у Албанији — 3. групу дивизија (генерал де Лоби, 57. дивизија ојачана једним и по пуком и две артиљеријске групе из 156. дивизије, српским Охридским одредом, батаљоном албанских стрелаца и Есад-пашиним табором). У битољској равници била је прикупљена бригада француске коњице. У Албанији, на фронту од око 25 километара, према француским снагама налазиле су се јединице аустријског 19. корпуса; иза левог крила савезничких армија налазио се самостални италијански 19. корпус, који је са три дивизије држао фронт од реке Томорице до Јадранског мора. У резерви савезничке Врховне команде биле су једна енглеска и три грчке дивизије.
Савезници су имали 28 пешадијских и 2 коњичке дивизије, 1.800 топова и 200 авиона, са око 628.000 људи. Бројно стање по националном саставу трупа било је следеће:
- француске трупе (8 пешадијских дивизија и 1 коњичка бригада) 180.000 војника (од којих 50% из колонија)[д][ђ],
- српске (6 пешадијских и 1 коњичка дивизија) 150.000 војника,
- грчке (9 дивизија) 135.000 војника,
- енглеске (4 дивизије) 120.000 војника,
- италијанске (1 дивизија) 42.000 војника, и
- албанске 1.000 војника.

Мада су савезници имали двоструко већи број дивизија (28:14,5), бројни однос снага био је приближно једнак, јер су бугарске дивизије биле формацијски бројно много јаче (бугарске дивизије су имале по 6 пешадијских и по 3 артиљеријска пука, а савезничке по 3 пешадијска и по 2 артиљеријска пука). Савезници су имали више око 15 батаљона и око 200 артиљеријских оруђа и 100 авиона. Међутим, будући да су бугарски батаљони имали веће бројно стање од одговарајућих савезничких јединица, бројни однос у пешадији био је изједначен. Пошто надмоћност у артиљерији и авијацији није била довољна за постизање успеха у офанзиви великих размера, то је целисходна економија снага, коју је спроводио генерал д'Бпере, омогућила савезницима да на фронту пробоја остваре велику надмоћност за брзо савлађивање утврђених положаја непријатеља.
На фронту од око 33 километра, од Бахова до Градешнице, главни командант је груписао 9 пешадијских и 1 коњичку дивизију, односно три пута више батаљона, митраљеза и авиона, а четири пута више топова од противника.
Хетерогена савезничка армија је у моралном погледу била боље опремљена од бугарске војске. Ступање САД у рат и долазак великог броја југословенских добровољаца повољно су утицали на морал српске војске, којој је била поверена главна улога у офанзиви — пробој Солунског фронта и враћање у отаџбину.
Српско-бугарска линија на месту пробоја
Добропољски одсек, који је одабран за извршење пробоја, налазио се у врху котлине Моглена (2.200 м надморске висине). То је висина која везује планинске масиве Кожуфа на истоку са Ниџе планином (Кајмакчалан — Флока — Козјак) на западу. На овом делу фронта налазиле су се бугарска 2. тракијска и 3. балканска дивизија. Одсек од Мале рупе на Кожуфу до потока Катунац (35 км) држала је 3. балканска дивизија од три бригаде са 7 пешадијских пукова (командант генерал-мајор Никола Рибаров), а одсек од потока Катунца до села Старевине 2. тракијска дивизија од три бригаде са по два пука (командант генерал-мајор Иван Русев). У току припрема за офанзиву српској војсци је скраћен фронт, тако да се испред српске 2. армије налазио део бугарског фронта од Ветерника до Сокола, а испред 1. армије — од Сокола (искључно) до села Старевине. На тај начин је бугарска 3. дивизија само својим десним крилом (три пука) држала део фронта испред десног крила српске 2. армије (Источни и 3ападни Ветерник, Камен, Борова чука, Кравица), док је остали део фронта: Котка, Добро поље, Сокол (испред левог крила 2. армије), и даље Соколова греда, Змијица, Градешничка коса, Старевински вис (испред 1. армије) држала бугарска 2. тракијска дивизија. На њеном десном крилу, између села Зовића и Црне реке, налазио се један пук 4. преславске дивизије, која је главнином држала положај западно од источног крака Црне реке.
Бугарска одбрана
Одбрана бугарских дивизија била је организована у виду појаса који се састајао од три положаја:
- 1. линија: главни положај протезао се линијом Ветерник (Источни и Западни) — Камен — кота 1850 — Добро поље (1871) — Сокол (1882) — Долги рид — 3мијица — Градешнички превој — Старевинска коса. Положај је био најбоље утврђен на дубини 2 — 2,5 километара и састојао се од три местимично испрекидана рова. Испред прва два рова налазиле су се непрекидне препреке од бодљикаве жице, засека и мина, а испред трећег само местимично. Бугарски положај је готово на целој дужини доминирао над српским и имао је низ одличних осматрачница са којих се могла осматрати позадина српских трупа
- 2. линија: на 3-4 километра иза главног положаја налазио се међуположај Борова чука — Кравички камен (1849) — Кравица (1682) — Шеиновац (1776) — Стојанов вис (1823) — Градешничка коса — Старевински вис, фортификацијски само местимично уређен. На 8-9 километара позади предњег краја главног положаја био је резервни положај Студена вода (1591) — Тополац (1243) — Камила (1564) — Мали Козјак (1782) — Големи Козјак (1814) — Козјаков камен, топографски врло јак, али недовољно фортификацијски уређен.
- 3. линија: даље према северу пружало се планинско било (гребен) са природно врло јаким узастопним положајима — Железна врата (1695), Кучков Камен (1807), Трибор — на којима нису били изграђени сложенији објекти. Поред траншеја и препрека, на положајима су били изграђени митраљеске и минобацачки заклони и осматрачнице. Све је било изграђено у земљи и камену и покривено облицама, даскама и каменом. Било је заклона и осматрачница изграђених и од бетона. На том делу фронта непријатељ је имао 13 пешадијских пукова са 149 артиљеријских оруђа. Од тога 10 пукова се налазило на првом положају (Старевински вис — Градешнички превој — 3мијица и Долги рид — Сокол — Добро поље — Котка — Камен — Ветерник) и око 2 пука делом на међуположају (Градешничка коса — Кравица) а делом на другом положају (Козјак — Тополац)

Српска војска пред пробој
Положаји српске војске били су највећим делом на падинама планинских масива на којима се налазио бугарски први положај на растојању од свега 40 до 350 метара. Српски главни положај имао је 3-4 линије ровова, а на неким местима и више. Испред предњег крај а налазиле су се комбиноване препреке од мина и бодљикаве жице које су се, најчешће, додиривале са бугарским препрекама. Ровови су имали надстрешнице за заштиту од ручних бомби. Позади њих на 50-100 метара налазила су се покривена склоништа.
|                               |                          |
| Генерал/Војвода Петар Бојовић | Војвода Степа Степановић |
| Командант Прве армије         | Командант Друге армије   |

Групација српске војске:
- 2. армија на фронту Сушица—Сокол (5 дивизија са 351 артиљеријско оруђе), командант војвода Степа Степановић, штаб у селу Тресино (Орма), касније у Пољанама, осматрачница на Тубми; 
  - у првом ешелону:
    - Шумадијска дивизија на фронту Сушица — Камен (око 6,5 км, командант пуковник Петар Мишић),
    - француска 17. пешадијска колонијална дивизија на фронту Камен—Тестерасти камен (3 км, командант генерал Прино),
    - француска 122. пешадијска дивизија на фронту Тестерасти камен — Сокол (3 км и 800 м, командант генерал Топар),

  - а у другом ешелону:
    - Тимочка дивизија (командант пуковник Ђуро Докић) позади 17. колонијалне дивизије и
    - Југословенска дивизија (командант пуковник Војислав Живановић) иза 122. дивизије;
- 1. армија (3 дивизије са 207 артиљеријских оруђа) на фронту Сокол (искључно) — река Лешница (16,5 км), командант генерал Петар Бојовић, штаб на Јелаку;
  - у првој линији:
    - Дринска дивизија на фронту Сокол—Градешница (око 11,5 км, командант пуковник Крста Смиљанић) и
    - Дунавска дивизија на простору Градешница—Лешница (око 5 км, командант пуковник Драгомир Милојевић),

  - у другој линији:
    - Моравска дивизија, у центру (командант пуковник Панта Грујић);
- Резерва: Коњичка дивизија код Тинског преслапа (командант пуковник Ђорђе Ђорђевић);

Први део штаба Врховне команде (врховни командант регент Александар, начелник Штаба војвода Живојин Мишић) био је на Буковику. Други део штаба налазио је се у Солуну.
Артиљерија
Посебна пажња је дана припреми артиљерије за пробој на изабраном правцу. Српска војска је предстојећу офанзиву, поред артиљерије српских и двеју француских дивизија и француских тешких батерија раније додељених 1. и 2. српској армији, била још појачана оруђима тешких калибара 2 батерије рововских оруђа од 240 мм, 3 батерије рововских оруђа од 58 мм, 2 батерије кратких топова 155 мм „фију", 11 батерија 155 мм „шнајдер" и 3 батерије дугачких топова 155 мм. Тако је, поред сопствене артиљерије, 1. армија располагала са 3 батерије кратких топова 155 мм „шнајдер”, једном батеријом 155 мм „фију" и једном батеријом од 6 рововских оруђа 58 мм, 2. армија једном батеријом 155 мм „фију", 12 рововских оруђа 240 мм (две француске батерије), 12 рововских оруђа 58 мм и 8 батерија кратких топова 155 мм „шнајдер" (4 дивизиона). Да би највећи могући број оруђа био искоришћен у фази пробоја, артиљеријска дивизија другог ешелона додељена је дивизијама првог ешелона.
У 1. армији распоред је био следећи:
- Дринска дивизија 101 оруђе,
- Дунавска дивизија 81 оруђе
- армијска артиљерија 14 оруђа — укупно 196 оруђа

У 2. армији:
- француска 122. дивизија 136 оруђа
- 17. колонијална 112 оруђа,
- Шумадијска дивизија 85 оруђа
- армијска група 26 оруђа — укупно 359 оруђа

Од тешке артиљерије за контрабатирање образоване су три групе:
- група за 1. армију (2 батерије 105 мм и 1 батерија 120 мм, 2 топа 105 мм заплењена од Бугара)
- група за 2. армију (3 батерије 155 мм, 1 батерија 105 мм, 2 британска топа од 4,5 палца)
- група за Врховну команду (2 батерије 155 мм и 1 батерија 105 мм) у пределу Флоке

Однос снага
Српска војска са ојачањима имала 75 батаљона, 16 ескадрона и 578 артиљеријских цеви разног калибра, имала је надмоћност на целом фронту: у пешадији 2,3 : 1, у артиљерији и авијацији 3,5 : 1, на фронту 2. армије, која је била носилац пробоја, у пешадији 3 : 1, у артиљерији 4,7 : 1, у митраљезима 4 : 1. Српска војска је располагала са 2.600 пушкомитраљеза, од тога у 2. армији 1.600. Тиме је остварена знатна ватрена надмоћност над непријатељем, нарочито у артиљерији. На фронту 2. армије једно оруђе је долазило на 30 метара фронта, што српска војска никад раније није имала.

## Почетак пробоја
Артиљеријска припрема
Планом било је предвиђено да артиљеријска припрема почне 14. септембра 1918. у 8 часова, а пешадијски напад 15. септембра у 5:30 часова. У очекивању тог дана оперативни део штаба српске Врховне команде заједно са регентом Александром и војводом Мишићем, провео је на положају целу ноћ између 13. и 14. септембра 1918. У 5 часова сви су изашли на своје осматрачнице. У то време магла је била прекрила цео терен на коме је требало да се изврши напад, а нарочито предео у области Доброг поља и суседних планинских масива у зони дејства српске 2. армије. У први мах изгледало је да артиљеријска припрема неће моћи почети тога дана или бар не у 8 часова, како је било предвиђено. Магла се ипак дизала, удаљавајући се према северу, па је војвода Мишић, по овлашћењу генерала Франше д’Епереа, већ у 6:15 часова послао армијама уговорену шифру за почетак артиљеријске припреме — „Пошаљите једног официра и 8 војника”. Тако је тачно у 8 часова 14. септембра 1918. код обе српске армије отпочела артиљеријска припрема по предвиђеном плану. То је, уједно, био знак за почетак артиљеријске припреме на целом Солунском фронту. Близу 2000 артиљеријских цеви огласило је почетак великог, дуго очекиваног напада савезничких армија на Солунском фронту.
Артиљерија је отпочела дејство по главном положају, рушећи препреке, осматрачнице, а нарочито прве линије ровова. Затим је ватра пренесена на митраљеска гнезда и склоништа на простору између прве и друге линије бугарских ровова, а касније на другу линију ровова и објеката у њеној близини. Док је већи део артиљерије дејствовао по дубини главног положаја, мањи број оруђа наставио је да туче прву линију ровова ради ометања непријатеља да поправља порушене објекте. У поподневним часовима извршена је коректура ватре на Козјак и по прилазним путевима који воде према њему. Део тешке артиљерије одређен за контрабатирање тукао је положаје бугарске артиљерије ради неутралисања. Од непрекидних снажних експлозија и рушења у поподневним часовима над целим фронтом навукли су се густи облаци прашине и дима, тако да су се могле видети само контуре бугарских положаја. Разорно дејство артиљеријске ватре било је врло ефикасно. Савезничка артиљерија је неутралисала противничку артиљерију и аутоматска оружја и разорила његове положаје. Велики део бугарских ровова био је порушен, телефонске линије између штабова и са предњим деловима биле су покидане, многа складишта разорена, осматрачнице порушене, отворени широки пролази у препрекама.
Улога авијације у пробоју и тражење места пробоја
Авијација је фотографисањем и непосредним осматрањем давала важне податке о стању код непријатеља, направљеним брешама у препрекама и уопште о ефекту артиљеријске ватре. Авијација је артиљерији за контрабатирање, такође, давала податке о положају непријатељских батерија у дејству и стално држала на оку комуникације Бугара које су водиле из позадине ка фронту, дајући обавештења о покретима непријатељских резерви. У току дана српске и француске ескадриле извршиле су низ напада бомбама и митраљезима на логоре у долини Мелнице, код Конопишта, код Главића и у селу Подлом. Ловачке патроле спречиле су све покушаје продора непријатељских авиона преко линије фронта и одржале потпуну превласт у ваздуху. У преподневним часовима непријатељска артиљерија је узвраћала врло слабом ватром, јер ју је српско-француска артиљерија за контрабатирање држала у шаху. У поподневним часовима, непријатељска артиљерија је нешто јаче реаговала. Око 15 часова Бугари су нарочито енергично тукли позадину француске 17. колонијалне дивизије. Мада је брзо ућуткана ипак је нанела извесне губитке француским и српским јединицама. Будући да је артиљеријска ватра била равномерно распоређена дуж целог фронта, бугарски штабови су били у недоумици где ће бити тежиште напада. Око 9 часова могло се запазити да је највећа концентрација ватре усмерена на Добро поље и положаје источно од њега. Када су из бугарске Дунавске дивизије била упућена мања одељења да провере ефекат артиљеријске ватре, командант бугарске 2. дивизије генерал Иван Русев је закључио да ће тежиште напада бити усмерено на центар његове дивизије, па је наредио да се два батаљона из резерве пребаце на одсек „Мала змијица" (један од тих батаљона налазио се позади 1. бригаде 8. дивизије на добропољском одсеку). Тек после подне бугарски командант дивизије је закључио да треба очекивати главни напад у рејону Доброг поља, па је наредио да се два батаљона 54. пука из долине Градешнице пребаце на вис Шеиновац на Добром пољу. У штабу немачког генерала Шолца, у Скопљу, такође су се колебали о тежишту савезничког напада, сумњајући на рејон Црне реке, Доброг поља и долину Вардара, али су у поподневним часовима наредили померање резерви према фронту српске војске. У току ноћи артиљерија је наставила гађање ради ометања покрета и узнемиравања непријатеља, стално држећи под снажном ватром разорене објекте на његовим положајима и отворе у препрекама које су направиле гранате. Дејство артиљерије било је успешно како због тога што је довело у забуну непријатељске штабове о тежишту напада, тако исто у материјалном и моралном погледу. Бугарски положаји на одсеку Доброг поља били су тешко оштећени. Стрељачки ровови су били већим делом затрпани, склоништа разорена или засута, отворени широки пролази у препрекама, а везе покидане. Мада су губици у људству били сразмерно мали, изгледало је да је отпорна снага Бугара и Немаца јако пољуљана, јер су војници, услед снажног дејства артиљерије, били растројени и заморени, а у току ноћи нису могли да се одморе и психички смире.

## Хронологија пробоја Солунског фронта
14. септембар — Од 08.00 часова, вршена је артиљеријска припрема на целом фронту. На одсеку Друге армије, рушеће артиљеријско дејство изведено врло добро, на одсеку прве армије, било је задовољавајуће.
15. септембар — Друга армија је дејствовала тако што Шумадијска дивизија заузима Слоново уво, Ветерник и Голу Рудину, а 17. француска дивизија је освојила ровове око Кравице. Непријатељ, појачан једним пуком врши три против напада на ову дивизију, али су сви напади одбијени садејством Шумадијске и Тимочке дивизије које нападају Борову чуку, коју и заузима Шумадијска дивизија и нападом на Облу чуку, коју заузима Тимочка дивизија. При крају дана француска дивизија потпуно заузима Кравицу, а 122. француска дивизија заузела је Добро поље и дошла у подножје Сокола. Прва армија, са десном колоном Дринске дивизије уз садејство 122. француске дивизије, напала је на Сокол, али ти напади у току дана пролазе без успеха. Када је лева колона Дринске дивизије зашла у непријатељске ровове на фронту: Сокол — Градешница, тада је у току ноћи између 15 и16. септембра, Дринска дивизија са 122. француском дивизијом заузела Сокол. На тај начин, за првих 24 часа напада, заузета је цела прва линија непријатељских ровова на српском фронту, сем малог дела на крајњем левом крилу Прве армије. Пред вече 15. септембра, обе дивизије, Југословенска и Тимочка, друге линије Друге армије изашле су испред дивизија прве линије, а српско–савезничка авијација је, и поред неповољних временских околности, извршила свој задатак у потпуности.
16. септембар — Друга армија, у току преподнева заузима са Југословенском дивизијом Козјак (кота 1810), најважнију тачку друге непријатељске линије. Непријатељ предузима противнапад и успева да поврати Козјак, али је убрзо следио снажан јуриш Југословенске дивизије, која је дефинитивно заузела ову важну тачку. Остале дивизије ове армије утврђивале су заузете положаје. Прва армија наставља да напредује, и то по тешком и неприступачном терену, и осваја једну за другом непријатељску утврђену линију ровова и продире пуних 15 км. За то време, Моравска дивизија из друге линије прве армије избија на Козјачку косу и хвата везу са Југословенском дивизијом друге армије. Коњичка дивизија која је била у позадини Моравске дивизије, избија у ноћи између 16 и 17. септембра код Лабинице иза средине Дринске и Дунавске дивизије.
17. септембар — Друга армија, успева да савлада велики непријатељски отпор и избија са Југословенском дивизијом, уз садејство Моравске дивизије из Прве армије, на Кучков камен одакле продужава наступање ка Ђурковом камену. Тимочка дивизија осваја Тополац и прилази ка Студеној води. Све време пробоја 17. француска дивизија кретала се у позадини Југословенске, а Шумадијска у позадини Тимочке дивизије. 122. француска дивизија је задржана у рејону Доброг поља да би остала на располагању команданту савезничке војске. Прва армија, у јуришу терајући непријатеља испред себе, избија на линију: Кучков камен — село Мелници — село Бешиште. Коњичка дивизија је за то време стигла је до села Полчиште.
18. септембар — Друга армија, осваја са Тимочком дивизијом Блатац и надире ка Голупцу, а југословенска дивизија допире до линије Мрежинче — Конопиште. 17. француска дивизија долази на Козјак, а Шумадијска на Тополац. Прва армија избија предњим делом на Црну реку од села Полошко па све до моста Разим беја, док Дринска дивизија, својим већим делом одлази у село Виглиште да би била део армијске резерве. 18. септембра цела коњичка дивизија је стављена на располагање Друге армије и она дејствује, са једном својом бригадом испред леве колоне Југословенске дивизије, а са другом бригадом испред Дунавске дивизије у правцу Бешиште — Разим беј.
19. септембар — Друга армија избија на линију: Радња — Бохул — Моклиште, док Прва армија заузима прелазе на Црној реци од Разим беја до села Полошко. Бугари су, да би се супротставили надирању Прве армије довукли знатна појачања, али нису успели да сачувају своје положаје.
20. и 21. септембар — Обе српске армије предузимају снажно дејство тако што Друга армија надирући ка Вардару, успева да пресече две важне комуникације: Ђевђелија — Скопље и Прилеп — Градско, а Прва армија левом обалом Црне реке, надире и даље на запад. Таквим дејством направљен је у самом центру непријатељског фронта тако дубок пробој да су и крила почела да попуштају. Непријатељ, чији се највећи део снага налазио у рејону северно од Битоља, нагло је одступао да би дошао до правца Прилеп — Велес. Истовремено је почео и да се урушава и фронт око и у рејону Дојранског језера.
22. септембар — Друга армија заузима Криволак, упућујући Коњичку дивизију у разбијању непријатеља који се у паници повлачио ка Штипу. Прва армија снажно напада на непријатељску комуникацију: Прилеп — Дреново — Градско. Приликом повлачења, непријатељске трупе су палиле сва своја складишта, али су нека од њих, и то у добром стању пала у руке Прве армије.
23. септембар — Друга армија осваја Градско, главно складиште непријатељске војске на прузи Скопље — Солун, а из Криволака надире ка Штипу, а Прва армија заузима теснац северно од села Дренова, и пресеца непријатељску комуникацију: Прилеп — Градско, а са фронталним деловима армије избија на комуникацију Прилеп — Велес.
24. септембар — Друга армија, прилази Штипу, а Прва армија избија на гребен планине Бабуне и надире ка Велесу.
25. септембар — Коњичка дивизија заузима Штип и наступа ка Церевом селу, док Друга армија избија на Овче поље, а Прва армија наступа ка Велесу.
26. септембар — Коњичка дивизија из Штипа напредује ка Кочанима. Друга армија остаје на Овчем пољу, а са једним одредом из Тимочке дивизије запоседа планину Градец у циљу осигурања десног блока фронта, до доласка савезничких трупа. Прва армија заузима Велес и креће се ка Овчем пољу ради успостављања везе са Другом армијом. У току дана један бугарски мајор, као преговарач упућен од стране Тодорова је дошао да моли команданта савезничке војске за обустављање операција у наредних 48 часова. Генерал Франше д’Епере је одговорио да се операције не могу прекидати, а Бугари, ако желе, могу послати своје делегате са својим предлозима за успостављањем мира.
27. септембар — Коњичка дивизија води борбу код Церевог села, а са једном патролом избија на српско–бугарску границу, док Друга армија и даље држи Овче поље, а Прва армија линију Велес — Свети Никола.
28. септембар — Обе српске армије наступају ка српско–бугарској граници на комуникацији: Куманово — Крива Паланка — Ђустендил.
29. септембар — Бугарска је у 23.00 часа потписала капитулацију.
29. септембар — У име Немачке врховне команде фелдмаршал Хинденбург и генерал Лудендорф су формално затражили од Кајзера и Владе да се обрати непријатељима за примирје.
30. септембар — У подне према конвенцији од претходног дана су обустављена сва непријатељства са Бугарском.

## Рекли су о пробоју солунског фронта
- Српски војвода Живојин Мишић - Заповест српској војсци за пробој солунског фронта од 13. септембра 1918. године
Сви команданти, командири и војници треба да буду прожети идејом, од брзине продирања зависи цео успех офанзиве. Та брзина је у исто време и најбоља гаранција против изненађења, јер се њоме постиже растројство непријатеља и потпуна слобода у нашим дејствима. Треба дрско продирати, без починка, до крајњих граница људске и коњске снаге. У смрт, само не стајте! С непоколебљивом вером и надом, јунаци, напред у отаџбину!
- Француски маршал Франше д’Епере - Извештај француској влади при пробоју солунског фронта крајем септембра 1918. године
Операције се морају успоравати јер нема комуникације ради добацивања хране француским трупама које напредују, само српским трупама нису потребне комуникације, они иду као олуја – напред.
- Немачки цар Вилхелм II – Телеграм бугарском краљу Фердинанду октобар 1918. године
Шездесет две хиљаде српских војника одлучило је рат. СРАМОТА!
- Француски маршал Франше д’Епере - Извештај крајем октобра 1918. године
То су сељаци, скоро сви. То су Срби тврди на муци, трезвени, скромни, несаломиви. То су људи слободни, горди на своју расу и господари својих њива... Али, дошао је рат. И, ето, како су се намах за слободу земље ти сељаци, без напора, претворили у војнике најхрабрије, најистрајније, најбоље од свих. То су те сјајне трупе, створене од издржљивости и полета, због којих сам горд што сам их ја водио, раме уз раме са војницима Француске, у победоносну слободу њихове отаџбине...
- Бугарски краљ Фердинанд - Крајем септембра 1918. године
Ово је крај свих нас...